# Trestina
Trestina (Tréstina in italiano, /'træstina/ nella pronuncia locale) è una frazione del comune di Città di Castello (PG).
Il paese si trova a 266 m s.l.m., 11 km a sud di Città di Castello e lungo l'alta valle del Tevere, in prossimità della confluenza in questo dei torrenti Seano, Minima e Nèstore. È confinante con il territorio del comune di Umbertide.
Il paese, abitato da 1816 residenti (secondo i dati Istat del censimento 2001), è sede di una delegazione amministrativa comunale che ha giurisdizione su un territorio molto ampio, popolato da circa 13 600 abitanti, e di una stazione dei Carabinieri.

## Storia
Di probabile origine umbra, il luogo sembra essere stato uno dei primi insediamenti di popolazioni italiche nell'alta valle del Tevere, coeva di Perugia, Cortona ed Arezzo. Ancor prima, popoli proto-italici hanno lasciato segno del loro passaggio, con il reperimento di utensili, lance, boccali e punte di freccia in pietra, abbondanti nei depositi lasciati dal torrente Nestore; inoltre, rimangono nelle vicinanze i resti di un Ager (costruzione di difesa, 55 m di diametro) circolare in pietra tagliata e terra.
A partire dal IX-VIII secolo a.C. iniziò la conquista etrusca, a partire dalla vicina Cortona: il Tevere costituì a lungo l'estremo confine orientale dell'Etruria dall'Umbria. Rinvenimenti di vasellame, bronzi, suppellettili vari di tombe e una statuetta bronzea del centauro etrusco di fattura greca provengono da scavi effettuati durante il XIX secolo. Presso il vocabolo Tarragoni sono stati scoperti bronzi arcaici pregiati, come utensili sacrificali databili tra la fine dell'età orientalizzante e l'età arcaica. Gli etruschi, comunque si stabilirono principalmente sulla riva ovest del Tevere e perciò Trestina rimase prima dei romani etrusca rispetto all'odierno capoluogo altotiberino di Città di Castello posto ad est sotto Umbri e Galli. I reperti archeologici etruschi, restaurati, sono ora conservati presso il museo della città di Cortona. Qui è esposto anche un tripode, unico esempio esistente nel suo genere di notevoli dimensioni, ospitato anche alle olimpiadi di Atene 2004.
L'antico centro del paese è localizzato alle pendici del colle denominato Castellaccio, mentre la parte nuova si è sviluppata soprattutto ai piedi di questo.
Il nome deriva come per le vicine San Secondo e Cinquemiglia dalla numerazione miliare latina rispetto al capoluogo altotiberino di Città di Castello.

## Economia e manifestazioni
Come nella maggior parte dei centri altotiberini, l'agricoltura e, in particolare, la coltivazione del tabacco hanno costituito e assicurano tuttora la gran parte degli introiti economici locali. A partire dagli anni novanta, comunque, si è verificato un leggero rallentamento nello sviluppo economico, che ha portato alla chiusura di alcune attività di notevole importanza. Questo non ha impedito lo sviluppo demografico, che dal 2001 al 2007 ha visto un aumento di circa 400 abitanti.
Ogni anno, a febbraio, fino al 2019, si svolge un Carnevale in maschera nel Teatro S. Donato.
Durante la seconda settimana di giugno si svolge la Sagra della bistecca fiorentina e del tartufo.
Ogni anno si tiene una mostra pittorica a tema di livello internazionale: vi partecipano circa 150 artisti, dei quali una trentina vengono selezionati e contribuiscono alla stesura di un volume monografico.
A novembre si svolge la festa di San Martino, quando nelle cantine viene degustato il vino novello assieme alle castagne di produzione locale.

## Monumenti e luoghi d'arte
- Il Castellaccio, un'antica torre medievale ora in rovina. Lavori di scavo hanno riportato alla luce anche una serie di strutture murarie e una seconda torre.
- Santuario di Canoscio (XIX secolo), 2 km a nord, in direzione del confine con la Toscana.
- Chiesa di S. Pietro, in località Verna.
- Dal maggio 2012 presso la rotonda di accesso al paese è stata collocata una fedele ricostruzione del Tripode etrusco ritrovato in località Tarragoni di Trestina. L'originale si trova conservato presso il museo etrusco (Maec) di Cortona.

## Sport
Club calcistico locale è lo Sporting Club Trestina, che ha al suo attivo una decina di stagioni in Serie D.
Nel 2008 si sono svolti a Trestina gli Assoluti d'Italia di Enduro, una delle competizioni di maggior importanza a livello mondiale, a cui hanno partecipato i pluricampioni del mondo della specialità Stefan Merriman e il finlandese Mika Ahola, nonché l'italiano del motocross Manuel Monni.

### Impianti sportivi
- Stadio comunale Lorenzo Casini (calcio);
- Circolo Tennis Trestina (tennis);
- Palazzetto dello sport, dal 2006 (calcetto, pallavolo, pallacanestro, pugilato).

### Associazioni sportive
- Trestina Basket (pallacanestro)
- Sporting Club Trestina a.s.d. (calcio)
- Free Time and Volley Trestina (pallavolo)
- Bocciofila Trestina (bocce)
- Associazione Trecalci  (campo da calcetto e tennis padel)
- BBT Cicli Mancini (ciclismo)
- ASD Longobarda Trestina (calcio)